# ヒューゴ&ルイージ
ヒューゴ&ルイージ(Hugo & Luigi)は、ルイージ・クレアトール（1920年生まれ）とヒューゴ・ペレッティ（1916年12月6日～1986年5月1日）の二人からなる北米のレコード・プロデューサー・チーム。ブリルビルディングで働いた。二人はいとこ同士だった。

## 仕事
Mercury Recordsでの1950年代なかばの仕事で注目され、ペリー・コモ, エルヴィス・プレスリー, サム・クック などRCA Victorのアーティストをプロデュースした。
代表作に
- ペリー・コモの1960年代の5枚のアルバム
- サム・クック"Twistin' The Night Away"（1962年）, "Another Saturday Night"（1963年）, 「ア・チェンジ・イズ・ゴナ・カム」(1964年)
- トーケンズの『ライオンは寝ている』("The Lion Sleeps Tonight")(1961年),
- アイズレー・ブラザーズの古典で、ビートルズが『アンソロジー』で、Kingsmen、Trammpsがレコードで、 ボン・ジョヴィ 、グリーン・デイ、ブルース・スプリングスティーンがライブで、映画『天使にラブソングを』でウーピー・ゴールドバーグがカバーした『Shout』( RCA Victor 7588 )（1959年）
- ペギー・マーチの『アイ・ウィル・フォロー・ヒム』（1963年4月、全米シングルチャート・ビルボード・ホット100の第1位に輝き、当時14歳の彼女は最年少記録保持者となった。日本でも大ヒット。元は1961年の、フランク・プゥルセルとポール・モーリアがJ.W.ストール（=プゥルセル）およびデル・ローマ（=モーリア）の変名で発表した『愛のシャリオ』というインスト曲。）

などがある。

## 好きにならずにいられない
1962年、プレスリーの代表曲『好きにならずにいられない～Can't Help Falling in Love』をジョージ・デヴィッド・ウェイスと共作した。
同曲をカバーしたのは
- アンディ・ウィリアムズ（1970年）
- スタイリスティックス（1976年、全英4位）
- コリー・ハート（1986年、カナダ1位）
- UB40（1993年、7週1位）
- A*Teens（2002年、スウェーデン12位）
- 佐々木功（1962年）
- 尾崎紀世彦（1971年）
- ボブ・ディラン（1973年）
- リック・ザ・ティンズ（1987年）
- ボノ（1992年）
- ストレイ・キャッツ（1993年）
- セリーヌ・ディオン（1993年）
- Hi-STANDARD（2000年）
- アンドレア・ボチェッリ（2006年）
- ブラックモアズ・ナイト（2008年）

など。

## その後
Della Reeseのアルバム『The Classic Della』（クラシック音楽のメロディーをポップスにしたもの）、『Waltz With Me, Della』（4分の3拍子のポップス集）などを制作した。シングル『La Plume de Ma Tante』はイギリスで#29に1959年7月になった。
二人は1956年にRouletteレコードを買った。クレジットにはMark Markwellという名義をよくつかった。ルーレットにいたときに『Cascading Voices』『Cascading Strings』などのBGMシリーズを制作している。
Avco Embassyレコードを創立し、スタイリスティックスやヴァン・マッコイなどを1970年代に担当し、H&Lレコードを創立、70年代末に引退するまで経営した。
ペレッティは1986年5月1日に死んだ（70歳）。

## 参照
1. 1 2  Roberts, David (2006). British Hit Singles & Albums (19th ed.). London: Guinness World Records Limited. p. 262. ISBN 1-904994-10-5